# 富里奥·卡米洛站
富里奧·卡米洛站（義大利語：Furio Camillo）是羅馬地鐵A線的一個車站。富里奧·卡米洛站開通於1980年，位於阿庇亞道的地下。車站名稱來自於富里奥·卡米洛大道（Viale Furio Camillo）。

## 外部連結
- The station on the （页面存档备份，存于） ATAC site. （意大利文）